# John Isner
John Robert Isner (* 26. dubna 1985 Greensboro, Severní Karolína) je bývalý americký profesionální tenista, který byl během aktivní kariéry druhým nejvyšším hráčem na túře po Ivu Karlovićovi a historický rekordman s 14 470 zahranými esy. Na okruhu ATP Tour vyhrál šestnáct turnajů ve dvouhře a osm ve čtyřhře, včetně šesti singlových trofejí na Atlanta Open a čtyř na Hall of Fame Open v Newportu. Na challengerech ATP a okruhu ITF získal sedm titulů ve dvouhře a tři ve čtyřhře.
Na žebříčku ATP byl nejvýše ve dvouhře klasifikován v červenci 2018 na 8. místě a ve čtyřhře pak v červenci 2022 na 14. místě.
Na nejvyšší grandslamové úrovni se v mužské dvouhře nejdále probojoval do semifinále londýnského Wimbledonu 2018, kde v pěti setech podlehl osmému nasazenému Jihoafričanu Kevinu Andersenovi. Zápas trval 6 hodin a 36 minut a skončil poměrem gamů 24–26 v rozhodující sadě. Tím se stal čtvrtým nejdelším zápasem tenisové historie, nejdelším semifinálem vůbec i nejdelším utkáním druhého týdne grandslamu. V mužském deblu nejdále postoupil s krajanem Mardy Fishem do čtvrtfinále Australian Open 2009, v němž podlehli pozdějším vítězům Bobu a Miku Bryanovým.
Během kariéry porazil Rogera Federera v úvodním kole Světové skupiny Davis Cupu 2012, světovou jedničku Srba Novaka Djokoviće v semifinále turnaje série Masters v Indian Wells 2012 a také Andyho Roddicka ve čtvrtém kole grandslamu US Open 2009. Na Dallas Open 2023 vyhrál jako první tenista 500. tiebreak (500–319). Profesionální dráhu ukončil ve 38 letech na US Open 2023 jako tenista s nejvyšším počtem 1 470 zahraných es v historii tenisu a 489 vyhranými zápasy na túře ATP, které jej řadily do první šedesátky hráčů v rámci okruhu.
V americkém daviscupovém týmu debutoval jako 24letý v roce 2010 utkáním Světové skupiny proti Srbsku, když nastoupil do prvního zápasu proti Viktori Troickému, se kterým prohrál ve čtyřech setech. Následně dokázal po boku Boba Bryana porazit dvojici Janko Tipsarević a Nenad Zimonjić, avšak v singlu nestačil po velké bitvě na Novaka Djokoviće, jemuž podlehl v pěti setech. Spojené státy v sérii prohrály 2:3 na zápasy.  Naposledy zasáhl do  základní skupiny finále 2021. V soutěži nastoupil k osmnácti mezistátním utkáním s bilancí 15–13 ve dvouhře a 2–0 ve čtyřhře.
Spojené státy americké reprezentoval na Letních olympijských hrách 2012 v londýnském All England Clubu, kde v mužské dvouhře startoval jako desátý nasazený. Ve čtvrtfinále vypadl s pozdějším stříbrným medailistou Rogerem Federerem po dvousetovém průběhu. Do mužské čtyřhry nastoupil s Andym Roddickem. Soutěž opustili po prohře v úvodním kole od brazilského páru Marcelo Melo a Bruno Soares.
V roce 2009 jej Asociace tenisových profesionálů vyhlásila jako hráče s největším zlepšením.

## Tenisová kariéra
Profesionálem se stal až v létě 2007, kdy na Washington Open porazil čtyři hráče světové stovky, Tima Henmana, Benjamina Beckera, Tommyho Haase a Gaela Monfilse. V prvním finále turnaje ATP pak podlehl krajanovi Andymu Roddickovi. Během několika málo týdnů se posunul v žebříčku z 839. místa až na 193. příčku a obdržel divokou kartu na Cincinnati Masters. Na konci srpna se na US Open 2007 probojoval do třetího kola, kde jeho první grandslamový turnaj ukončila světová jednička Roger Federer.

### Nejdelší zápas historie tenisu

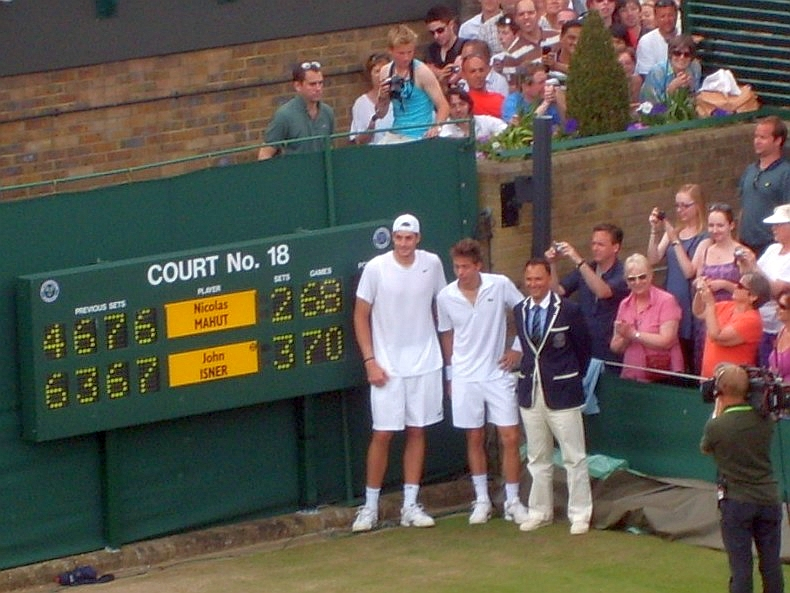
Isner, Mahut a hlavní rozhodčí Lahyani u výsledkové tabule po dohrání nejdelšího zápasu tenisové historie

Nejdelší zápas celé tenisové historie sehrál v 1. kole mužské dvouhry Wimbledonu 2010 s Francouzem Nicolasem Mahutem. Celkový čas činil 11 hodin a 5 minut, dvakrát bylo utkání přerušeno pro tmu. Isner vyhrál po setech 4:6, 6:3, 7:67, 63:7 a 70:68.
Výsledek
| Set               | 1.     | 2.     | 3.     | 4.     | 5.      |
| ----------------- | ------ | ------ | ------ | ------ | ------- |
| Nicolas Mahut (Q) | 4      | 6      | 79     | 63     | 68      |
| John Isner (23)   | 6      | 3      | 67     | 7      | 70      |
| Čas               | 32 min | 29 min | 49 min | 64 min | 491 min |

### Nejstarší vítěz prvního Mastersu po titulu na Miami Open 2018
Na březnový Miami Open, naposledy hraný ve floridském Crandon Parku, přijel jako čtrnáctý nasazený. Na cestě do finále ztratil jediný set, který na něj po volném losu uhrál Jiří Veselý ve druhém kole. Po zdolání Rusa Michaila Južného vyřadil v osmifinále chorvatskou světovou trojku Marina Čiliće a poté ho nezastavil ani devatenáctý nasazený Jihokorejec Čong Hjon. V semifinále překazil plány světové šestky Juana Martína del Potra na zkompletování Sunshine doublu, když Argentinec ovládl předcházející Indian Wells Masters, na němž Isner vyhrál čtyřhru.
V boji o titul pak zdolal německou turnajovou čtyřku Alexandra Zvereva po třísetovém průběhu, když úvodní sadu ztratil v tiebreaku. Na okruhu ATP Tour si tak připsal třináctý titul, z toho jedenáctý na americké půdě. Proti 20letému Zverevovi snížil pasivní bilanci vzájemných duelů na 1–3. Do sezóny přitom vstoupil bez formy, když od ledna 2018 vyhrál jen dva z osmi odehraných zápasů. Tři týdny před 33. narozeninami se Isner stal nejstarším vítězem první kariérní trofeje z dvouhry série Masters. Tři předchozí finále v této kategorii prohrál. Bodový zisk jej po turnaji posunul na 9. místo, čímž vyrovnal své dosavadní kariérní maximum.

### První šestinásobný vítěz v Atlantě

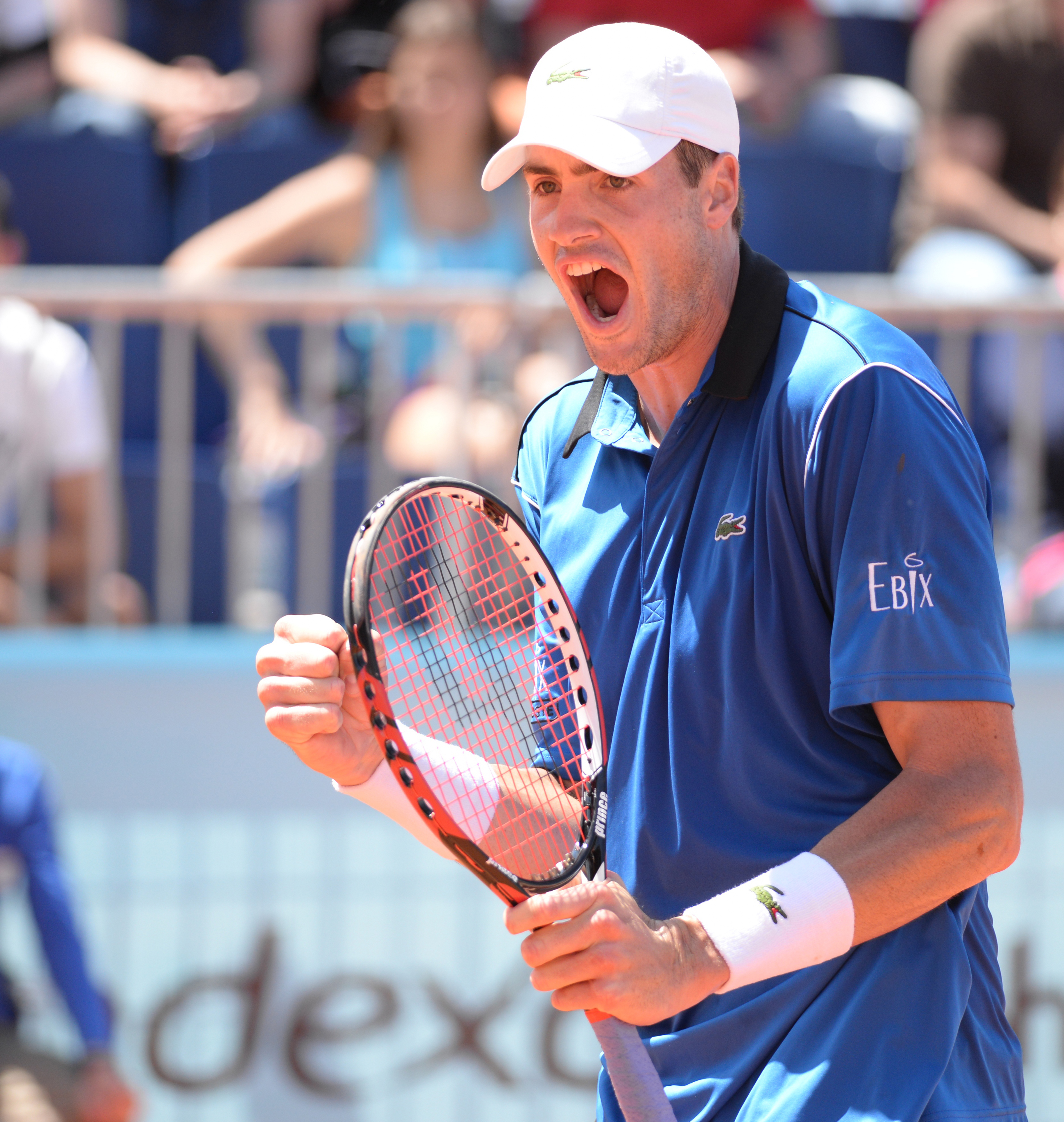
Na Mutua Madrid Open 2015

Na Truist Atlanta Open 2021 přehrál ve finále krajana Brandona Nakashimu po dvousetovém průběhu. Ve 36 letech se stal nejstarším americkým vítězem turnaje ATP od 37letého Jimmyho Connorse na Tel Aviv Open 1989. Jako první tenista pošesté triumfoval na Atlanta Open založeném v roce 2010. Vyjma let 2012 a 2019 se v sezónách 2010–2021 vždy probojoval do finálového utkání. Z celkového počtu devíti finále vyhrál závěrečné zápasy v letech 2013, 2014, 2016, 2017, 2018 a 2021. S šesti trofejemi z jednoho turnaje se zařadil po bok dvou Američanů – Samprase a Agassiho, kteří tohoto výkonu na túře ATP dosáhli. Mezi aktivními tenisty k sezoně 2021 alespoň šestkrát na jedné akci triumfovali pouze Roger Federer (na sedmi turnajích), Rafael Nadal (na čtyřech turnajích) a Novak Djoković (na čtyřech turnajích).

### První čtyřnásobný vítěz v Newportu
Na červencovém Hall of Fame Open 2019 v Newportu, kde v roce 2007 debutoval na túře ATP, zdolal ve finále kazašskou turnajovou sedmičku Alexandra Bublika po dvousetovém průběhu. Patnáctý singlový titul na okruhu ATP Tour a první v roli otce znamenal, že se stal prvním čtyřnásobným šampionem newportského turnaje. Navázal tak na trofeje z let 2011, 2012 a 2017, kdy se stal druhým tenistou od zavedení statistik ATP v roce 1991, jenž na turnaji nečelil ani jednomu brejkbolu.

## Osobní život a trenérské vedení
Narodil se v Tampě, v třetím největším floridském městě, do rodiny stavaře Roberta a realitní makléřky Karen Isnerových. Má dva starší bratry, tenisového trenéra Jordana a stavaře Nathana Isnerovi. Do deváté třídy hrál basketbal a již v šestnácti letech měřil 190 centimetrů. Silnými údery jsou forhend a podání, za preferovaný povrch tenista uvedl tvrdý podklad.
S návrhářkou šperků Madison McKinleyovou se oženil v Jižní Karolíně 4. prosince 2017. V září 2018 se do manželství narodila dcera Hunter Grace a poté Hobbs, Mack a Chapel Isnerovi.
V letech 2007–2012 ho vedl krajan Craig Boynton, mezi roky 2012–2014 byl svěřencem bývalého tenisty Mika Sella a v období 2014–2016 jej koučoval bývalý americký tenista Justin Gimelstob. Od sezóny 2018 jej trénovali Rene Moller a David Macpherson.

## Finále na okruhu ATP Tour
| Legenda                              |
| ------------------------------------ |
| D – dvouhra; Č – čtyřhra             |
| Grand Slam (0)                       |
| Turnaj mistrů (0)                    |
| ATP Tour Masters 1000 (1–4 D; 5–3 Č) |
| ATP Tour 500 (0–3 D; 1–0 Č)          |
| ATP Tour 250 (15–8 D; 2–1 Č)         |

| Tituly podle povrchu   |
| ---------------------- |
| tvrdý (11–12 D; 6–1 Č) |
| antuka (1–3 D; 1–3 Č)  |
| tráva (4–0 D; 1–0 Č)   |
| koberec (0–0)          |

| Tituly podle prostředí |
| ---------------------- |
| venku (16–13 D; 7–6 Č) |
| hala (0–2 D; 1–0 Č)    |

### Dvouhra: 31 (16–15)
| Stav      | č.  | datum             | turnaj                              | povrch    | soupeř ve finále      | výsledek                       |
| --------- | --- | ----------------- | ----------------------------------- | --------- | --------------------- | ------------------------------ |
| Finalista | 1.  | 5. srpna 2007     | Washington, D.C., Spojené státy     | tvrdý     | Andy Roddick          | 4–6, 6–7(4–7)                  |
| Vítěz     | 1.  | 16. ledna 2010    | Auckland, Nový Zéland               | tvrdý     | Arnaud Clément        | 6–3, 5–7, 7–6(7–2)             |
| Finalista | 2.  | 21. února 2010    | Memphis, Spojené státy              | tvrdý (h) | Sam Querrey           | 7–6(7–3), 6–7(5–7), 3–6        |
| Finalista | 3.  | 9. května 2010    | Bělehrad, Srbsko                    | antuka    | Sam Querrey           | 6–3, 6–7(4–7), 4–6             |
| Finalista | 4.  | 25. července 2010 | Atlanta, Spojené státy              | tvrdý     | Mardy Fish            | 6–4, 4–6, 6–7(4–7)             |
| Vítěz     | 2.  | 10. července 2011 | Newport, Spojené státy              | tráva     | Olivier Rochus        | 6–3, 7–6(8–6)                  |
| Finalista | 5.  | 24. července 2011 | Atlanta, Spojené státy (2)          | tvrdý     | Mardy Fish            | 6–3, 6–7(6–8), 2–6             |
| Vítěz     | 3.  | 27. srpna 2011    | Winston-Salem, Spojené státy        | tvrdý     | Julien Benneteau      | 4–6, 6–3, 6–4                  |
| Finalista | 6.  | 18. března 2012   | Indian Wells, Spojené státy         | tvrdý     | Roger Federer         | 6–7(7–9), 3–6                  |
| Finalista | 7.  | 15. dubna 2012    | Houston, Spojené státy              | antuka    | Juan Mónaco           | 2–6, 6–3, 3–6                  |
| Vítěz     | 4.  | 15. července 2012 | Newport, Spojené státy (2)          | tráva     | Lleyton Hewitt        | 7–6(7–1), 6–4                  |
| Vítěz     | 5.  | 25. srpna 2012    | Winston-Salem, Spojené státy (2)    | tvrdý     | Tomáš Berdych         | 3–6, 6–4, 7–6(11–9)            |
| Vítěz     | 6.  | 14. dubna 2013    | Houston, Spojené státy              | antuka    | Nicolás Almagro       | 6–3, 7–5                       |
| Vítěz     | 7.  | 28. července 2013 | Atlanta, Spojené státy              | tvrdý     | Kevin Anderson        | 6–7(3–7), 7–6(7–2), 7–6(7–2)   |
| Finalista | 8.  | 4. srpna 2013     | Washington, D.C., Spojené státy (2) | tvrdý     | Juan Martín del Potro | 6–3, 1–6, 2–6                  |
| Finalista | 9.  | 18. srpna 2013    | Mason, Spojené státy                | tvrdý     | Rafael Nadal          | 6–7(8–10), 6–7(3–7)            |
| Vítěz     | 8.  | 11. ledna 2014    | Auckland, Nový Zéland (2)           | tvrdý     | Lu Jan-sun            | 7–6(7–4), 7–6(9–7)             |
| Vítěz     | 9.  | 27. července 2014 | Atlanta, Spojené státy (2)          | tvrdý     | Dudi Sela             | 6–3, 6–4                       |
| Vítěz     | 10. | 2. srpna 2015     | Atlanta, Spojené státy (3)          | tvrdý     | Marcos Baghdatis      | 6–3, 6–3                       |
| Finalista | 10. | 8. srpna 2015     | Washington, D.C., Spojené státy (3) | tvrdý     | Kei Nišikori          | 6–4, 4–6, 4–6                  |
| Finalista | 11. | 7. srpna 2016     | Atlanta, Spojené státy (3)          | tvrdý     | Nick Kyrgios          | 6–7(3–7), 6–7(4–7)             |
| Finalista | 12. | 6. listopadu 2016 | Paříž, Francie                      | tvrdý (h) | Andy Murray           | 3–6, 7–6(7–4), 4–6             |
| Vítěz     | 11. | 23. července 2017 | Newport, Spojené státy (3)          | tráva     | Matthew Ebden         | 6–3, 7–6(7–4)                  |
| Vítěz     | 12. | 30. července 2017 | Atlanta, Spojené státy (4)          | tvrdý     | Ryan Harrison         | 7–6(8–6), 7–6(9–7)             |
| Vítěz     | 13. | 1. dubna 2018     | Miami, Spojené státy                | tvrdý     | Alexander Zverev      | 6–7(4–7), 6–4, 6–4             |
| Vítěz     | 14. | 29. července 2018 | Atlanta, Spojené státy (5)          | tvrdý     | Ryan Harrison         | 5–7, 6–3, 6–4                  |
| Finalista | 13. | 31. března 2019   | Miami, Spojené státy                | tvrdý     | Roger Federer         | 1–6, 4–6                       |
| Vítěz     | 15. | 29. července 2019 | Newport, Spojené státy (4)          | tráva     | Alexandr Bublik       | 7–6(7–2), 6–3                  |
| Vítěz     | 16. | 1. srpna 2021     | Atlanta, Spojené státy (6)          | tvrdý     | Brandon Nakashima     | 7–6(10–8), 7–5                 |
| Finalista | 14. | 10. dubna 2022    | Houston, Spojené státy              | antuka    | Reilly Opelka         | 3–6, 6–7(7–9)                  |
| Finalista | 15. | únor 2023         | Dallas, Spojené státy               | tvrdý (h) | Wu I-ping             | 7–6(7–4), 6–7(3–7), 6–7(12–14) |

### Čtyřhra: 14 (8–6)
| Stav      | č. | datum             | turnaj                          | povrch    | spoluhráč         | soupeři ve finále                        | výsledek               |
| --------- | -- | ----------------- | ------------------------------- | --------- | ----------------- | ---------------------------------------- | ---------------------- |
| Vítěz     | 1. | 7. července 2008  | Newport, Spojené státy          | tráva     | Mardy Fish        | Rohan Bopanna Ajsám Kúreší               | 6–4, 7–6(7–1)          |
| Vítěz     | 2. | 21. února 2010    | Memphis, Spojené státy          | tvrdý (h) | Sam Querrey       | Ross Hutchins Jordan Kerr                | 6–4, 6–4               |
| Finalista | 1. | 2. května 2010    | Řím, Itálie                     | antuka    | Sam Querrey       | Bob Bryan Mike Bryan                     | 2–6, 3–6               |
| Finalista | 2. | 9. dubna 2011     | Houston, Spojené státy          | antuka    | Sam Querrey       | Bob Bryan Mike Bryan                     | 7–6(7–4), 2–6, [5–10]  |
| Vítěz     | 3. | 15. května 2011   | Řím, Itálie                     | antuka    | Sam Querrey       | Mardy Fish Andy Roddick                  | bez boje               |
| Finalista | 3. | 18. března 2012   | Indian Wells, Spojené státy     | tvrdý     | Sam Querrey       | Marc López Rafael Nadal                  | 2–6, 6–7(3–7)          |
| Vítěz     | 4. | 16. října 2016    | Šanghaj, ČLR                    | tvrdý     | Jack Sock         | Henri Kontinen John Peers                | 6–4, 6–4               |
| Finalista | 4. | 4. března 2017    | Acapulco, Mexiko                | tvrdý     | Feliciano López   | Jamie Murray Bruno Soares                | 3–6, 3–6               |
| Finalista | 5. | 9. října 2017     | Peking, ČLR                     | tvrdý     | Jack Sock         | Henri Kontinen John Peers                | 3–6, 6–3, [7–10]       |
| Vítěz     | 5. | 18. března 2018   | Indian Wells, Spojené státy     | tvrdý     | Jack Sock         | Bob Bryan Mike Bryan                     | 7–6(7–4), 7–6(7–2)     |
| Vítěz     | 6. | 25. července 2021 | Los Cabos, Mexiko               | tvrdý     | Hans Hach Verdugo | Hunter Reese Sem Verbeek                 | 5–7, 6–2, [10–4]       |
| Vítěz     | 7. | 19. března 2022   | Indian Wells, Spojené státy (2) | tvrdý     | Jack Sock         | Santiago González Édouard Roger-Vasselin | 7–6(7–4), 6–3          |
| Vítěz     | 8. | 2. dubna 2022     | Miami, Spojené státy            | tvrdý     | Hubert Hurkacz    | Wesley Koolhof Neal Skupski              | 7–6(7–5), 6–4          |
| Finalista | 6. | 15. května 2022   | Řím, Itálie                     | antuka    | Diego Schwartzman | Nikola Mektić Mate Pavić                 | 2-6, 7–6(8–6), [10–12] |

## Rekordy
| Turnaj                        | rok       | rekord                                                                    | spolusdílení              |
| ----------------------------- | --------- | ------------------------------------------------------------------------- | ------------------------- |
| Wimbledon                     | 2010      | 113 es během utkání mužské dvouhry                                        | zůstává sám               |
| Wimbledon                     | 2010      | 113 es během dvouhry na Grandu Slamu                                      | zůstává sám               |
| Wimbledon                     | 2010      | 85 es v jediném setu                                                      | zůstává sám               |
| Wimbledon                     | 2010      | 92 vítězných gamů během jediného utkání                                   | zůstává sám               |
| Wimbledon                     | 2010      | 91 prohraných gamů během jediného utkání, když zvítězil                   | zůstává sám               |
| Wimbledon                     | 2010      | 246 vítězných úderů během jediného utkání                                 | zůstává sám               |
| Wimbledon                     | 2010      | nejdelší zápas (11 hodin a 5 minut)                                       | Nicolas Mahut             |
| Wimbledon                     | 2010      | nejdelší čas hry v jediném dni (7 hodin a 6 minut)                        | Nicolas Mahut             |
| Wimbledon                     | 2010      | 118 gamů v jediném dni                                                    | Nicolas Mahut             |
| Otevřená éra                  | od 1968   | první vítěz 500 tiebreaků                                                 | zůstává sám               |
| ATP Tour                      | od 1990   | 1 470 es v kariéře                                                        | zůstává sám               |
| Hall of Fame Open             | 2017      | vítěz turnaje ATP Tour, aniž by čelil brejkbolu                           | Tommy Haas Alex de Minaur |
| Hall of Fame Open             | 2011–2019 | 4 tituly ve dvouhře                                                       | zůstává sám               |
| Atlanta Open                  | 2013–2021 | 6 titulů ve dvouhře                                                       | zůstává sám               |
| Atlanta Open                  | 2010–2021 | 9 finále ve dvouhře                                                       | zůstává sám               |
| Miami Masters                 | 2018      | nejstarší vítěz prvního kariérního mastersu ve dvouhře (32 let a 340 dní) | zůstává sám               |
| rekordy v otevřené éře tenisu |           |                                                                           |                           |

## Postavení na konečném žebříčku ATP

### Dvouhra
| Rok    | 2005 | 2006   | 2007   | 2008   | 2009  | 2010  | 2011  | 2012  | 2013  | 2014  | 2015  | 2016  | 2017  | 2018  | 2019  | 2020  | 2021  | 2022  | 2023   |
| Pořadí | 967. | ▲ 843. | ▲ 107. | ▼ 145. | ▲ 34. | ▲ 19. | ▲ 18. | ▲ 14. | ▬ 14. | ▼ 19. | ▲ 11. | ▼ 19. | ▲ 17. | ▲ 10. | ▼ 19. | ▼ 25. | ▼ 24. | ▼ 41. | ▼ 172. |

### Čtyřhra
| Rok    | 2005 | 2006   | 2007   | 2008   | 2009  | 2010  | 2011  | 2012  | 2013   | 2014   | 2015   | 2016  | 2017   | 2018  | 2019   | 2020   | 2021   | 2022  | 2023   |
| Pořadí | 733. | ▲ 669. | ▲ 220. | ▲ 108. | ▲ 97. | ▲ 31. | ▼ 36. | ▼ 94. | ▼ 193. | ▲ 169. | ▲ 122. | ▲ 54. | ▲ 100. | ▼ 60. | ▼ 182. | ▼ 184. | ▼ 203. | ▲ 20. | ▼ 192. |